# Роберт Бернс Вудворд
Ро́берт Бе́рнс Ву́дворд (англ. Robert Burns Woodward; 10 квітня 1917, Бостон, Массачусетс — 8 липня 1979, Кембридж, Массачусетс) — американський хімік-органік. Зробив значний внесок у сучасну органічну хімію, особливо, у теорію синтезу та визначення структури складних природних продуктів. Тісно співпрацював з Роалдом Гоффманом у галузі теоретичних досліджень хімічних реакцій. Лауреат Нобелівської премії з хімії за 1965 рік.

## Молоді роки, освіта
Вудворд народився в Бостоні, в сім'ї Маргарет (уродженої Бернс), дочки вихідця з Шотландії, і Артура Честера Вудворда, сина аптекаря з Роксбері (Массачусетс). 1918 року, коли Роберту виповнився один рік, його батько помер під час пандемії грипу.
З раннього віку Вудворда приваблювала хімія, він з захопленням самостійно осягав цей предмет ще в період навчання в школі першого і другого ступеня в Квінсі. До старших класів він вже міг впоратися майже з усіма дослідами, описаними в широковідомому посібнику Людвіга Гаттермана для практичних занять з органічної хімії. 1928 року Вудворд зв'язався з генеральним консулом Німеччини в Бостоні, і через нього йому вдалося отримати копії декількох нових статей, опублікованих у німецьких журналах. Пізніше, у своїй Коупівскій лекції, він згадував, як він був зачарований, коли серед цих статей, він випадково наткнувся на перше повідомлення Дільса і Альдера про відкриття ними реакції циклоприєднання. Протягом усієї своєї кар'єри Вудворд часто використовував і вивчав цю реакцію, як в теоретичному плані, так і експериментально. 1933 року він вступив до Массачусетського Технологічного Інституту (MIT), але так запустив деякі сторони свого навчання, що був відрахований в наступному році. 1935 року MIT відновив його, і до 1936-му році він здобув ступінь бакалавра. Вже через рік MIT присудив йому докторський ступінь, у той час як його однокурсники тільки закінчували бакалавріат. Докторська робота Вудворда являла собою дослідження, пов'язані з синтезом жіночого статевого гормону естрону. За правилами MIT необхідно, щоб випускники мали керівників. Керівником Вудворда був Ейвері А. Ешдаун, хоча досі невідомо, чи користувався він його порадами. Після недовгого викладання в університеті Іллінойсу він отримав річну стипендію в Гарвардському університеті (на 1937—1938 рр.) І пропрацював у Гарварді на різних посадах все життя. У 1960-му році Вудворд був удостоєний звання Доннеровського професора, цей титул звільнив його від викладання обов'язкових курсів, і він зміг присвятити весь свій час науковим дослідженням.

## Ранні роботи
Першим великим досягненням Вудворда на початку 1940-х років була серія статей, що описує застосування ультрафіолетової спектроскопії в поясненні структури природних продуктів. Вудворд зібрав велику кількість емпіричних даних і розробив ряд правил, пізніше названих «правилами Вудворда», які могли застосовуватися для з'ясування структур як природних речовин, так і синтезованих молекул, які не зустрічаються в природі. Раціональне використання новітніх інструментальних методів було «візитною карткою» робіт Вудворда протягом всієї його кар'єри, при цьому він постійно переходив від монотонних і тривалих методів визначення структури до сучаснішим.
У 1944 році, разом зі своїм підопічним, постдокторантом Вільямом Е. фон Дерінгом, Вудворд повідомив про синтез алкалоїду хініну, використовуваного в лікуванні малярії. Хоча синтез було піднесено як успіх, що дозволяє подолати труднощі в забезпеченні лікарськими препаратами, що закуповуються в південній Азії, в дійсності синтез був занадто довгим і трудомістким, щоб застосовувати його в практичних масштабах. Тим не менше він став поворотним пунктом для хімічного синтезу в цілому. Знахідкою Вудворда, важливою для цього синтезу, було використання факту майже 40-річної давності, коли німецький хімік Пауль Рабе отримав хінін з його попередника (прекурсору) — хінотоксіну (1905). Отже, синтез хінотоксіну (який Вудворд фактично і синтезував), повинен відкрити дорогу до синтезу хініну. Коли Вудворд усвідомив це, органічний синтез був ще в стадії «проб і помилок», і ніхто не думав, що можна створювати такі складні структури. Вудворд показав, що органічний синтез можна перетворити на раціональну науку і що допомогти цьому могла б розробка теоретичних знань про реакційну здатність і структурі. Цей синтез був першим з серії надзвичайно складних і елегантних синтезів, які він виконав.

## Подальші роботи та їх значення
У 1930-х роках британські хіміки Крістофер Інгольд і Роберт Робінсон зайнялися дослідженням механізмів органічних реакцій і запропонували емпіричні правила, за допомогою яких можна було прогнозувати реакційну здатність органічних молекул. Вудворд, мабуть, був першим хіміком-синтетиків, хто використовував ці ідеї для прогнозування структури в синтезі. Приклад Вудворда надихав сотні інших хіміків-синтетиків, які працювали в галузі створення складних структур природних продуктів, важливих у медичному відношенні.

### Органічні синтези і Нобелівська премія
Протягом 1940-х років Вудворд синтезував багато складних природних продуктів, таких як хінін (1944), кортизон (1951), резерпін (1956), хлорофіл (1960), тетрациклін (1962), холестерин, лізергінова кислота, цефалоспорин і колхіцин. Також він встановив будову ряду важливих природних сполук: стрихніну, тераміцину і ауреоміціну, магнаміціну. Разом з тим, Вудворд відкрив нову еру в синтезі (іноді її називають «епохою Вудворда»), в якій він показав, що природні продукти можна синтезувати, тільки ретельно дотримуючись принципів фізичної органічної хімії і детально плануючи всі кроки.
Більшість синтезів Вудворда були дуже ефектно описано його колегами, і до того, як він їх зробив, деякі думали, що неможливо створити ці речовини в лабораторних умовах. Його синтези несли в собі елемент мистецтва, і відтоді хіміки-синтетики звертали увагу не тільки на зручність і практичність синтезу, але і на його красу. Роботи Вудворда часто включали активне використання нових методів — ІЧ-спектроскопії, а пізніше і ядерного магнітного резонансу (ЯМР). Інша важлива особливість синтезів Вудворда була в тому, що він звернув увагу на стереохімію, або особливу конфігурацію молекул в тривимірному просторі. У більшості випадків природні речовини, що використовуються в медицині, мають необхідної біологічною активністю тільки у вигляді чистих енантіомерів. Це призвело до затребуваності «стереоспецифічного синтезу», в результаті якого виходив продукт з певною конфігурацією. Сьогодні методи стереспецифічного синтезу широко використовуються, Вудворд ж свого часу першим показав, що для здійснення такого синтезу потрібна ґрунтовна підготовка і ретельне планування. Багато його синтезів були спрямовані на зміну конфігурації молекул через упровадження в них жорсткого структурного елементу; ця методика сьогодні стала звичайною. Особливо показовими в цьому відношенні були синтези резерпіну та стрихніну.
Під час Другої світової війни Вудворд був консультантом Військової ради з виробництва у пеніциліному проєкті. Хоча багато хто припускав бета-лактамну структуру пеніциліну, фактично першими це запропонували хіміки Оксфорда і компанії «Merck & Co.», а потім у дослідження долучилися й інші групи вчених (зокрема, з компанії «Shell»). Вудворд першим висловив думку про неправильність трициклічні структури (тіазолідин з'єднувався аміно-містком оксазінону), висунутої групою дослідників пеніциліну з Пеорії. Згодом він погодився з бета-лактамною структурою (замість тіазолідин-оксазолонової), запропонованою Робертом Робінсоном, надалі — провідним хіміком-органіком свого часу. У кінцевому підсумку Дороті Ходжкін в 1945 році за допомогою рентгенівської кристалографії підтвердила для пеніциліну саме бета-лактамну структуру.
Для визначення структури складних молекул Вудворд застосовував інфрачервону спектроскопію і хімічну деградацію. Тут помітними прикладами стали сантонінова кислота, стрихнін, магнаміцин і тераміцин. Колега Вудворда і Нобелівський лауреат Дерек Харолд Річард Бартон сказав про тераміцин наступне:
|  | Найбільше блискуче рішення структурної головоломки, зроблене коли-небудь, було, звичайно, рішення проблеми тераміцину (1953). Це була проблема великої індустріальної важливості і багато здібних хіміків виконали величезний обсяг роботи з визначення його структури. У результаті зібрався вражаючий обсяг суперечливих фактів. Вудворд узяв великий шматок картону, виписав на нього всі дані і, подумавши на самоті, вивів правильну структуру тераміцинк. Ніхто більше не зміг би цього зробити в той час. |

Всі ці випадки показують, як раціональні факти і хімічні принципи, об'єднані з інтуїцією, можуть бути використані для досягнення мети.
На початку 1950-х років Вудворд і британський хімік Джефрі Вілкінсон запропонували нову структуру фероцену — сполуки, що утворюється внаслідок комбінації органічних циклічних молекул із атомом Феруму. Це стало початком металоорганічної хімії, яка виросла до промислових масштабів. За цю роботу Вілкінсон (разом з Ернстом Отто Фішером) отримав у 1973 році Нобелівську премію. Деякі історики вважали, що Вудворд повинен був здобути цю премію разом з Вілкінсоном. Цікаво, що так думав і Вудворд: пізніше він навіть написав про це в Нобелівський комітет.
Вудворд здобув Нобелівську премію в 1965 році за синтез складних органічних молекул. У своїй Нобелівській лекції він описував повний синтез антибіотика цефалоспорину, зазначивши, що йому довелося прискорити синтез, щоб встигнути закінчити його до Нобелівської церемонії.

### Синтез вітаміну B12і правила Вудворда—Хоффмана
На початку 1960-х років Вудворд приступив до складного на ті часи синтезу природного продукту — синтезу вітаміну B12. Плідно співпрацюючи з колегою з Цюриха, Вудворд з командою з майже 100 студентів і постдоков кілька років працювали над синтезом цієї молекули. Робота була закінчена і опублікована в 1973 році, вона стала поворотним пунктом в історії органічної хімії. Синтез включав майже 100 стадій, кожну з яких ретельно планували та аналізували, що було характерно для всіх робіт Вудворда. Він більше за інших переконав хіміків-органіків в тому, що синтез будь-якого складного речовини можливий при достатньому часі і розумному плануванні. Проте до 2006 року практично ніяких публікацій з питання повного синтезу вітаміну B 12 не було.
У тому ж самому році, ґрунтуючись на спостереженнях, зроблених Вудвордом в процесі синтезу B12, він і Роалд Гоффман розробили правила (відомі нині як правила Вудворда-Гоффмана), які пояснюють стереохімію продуктів органічних реакцій. Вудворд сформулював свої ідеї (що базуються на симетричних властивості молекулярних орбіталей), ґрунтуючись на своєму досвіді хіміка-синтетика, а потім попросив Гоффмана виконати теоретичні обчислення для підтвердження цих ідей. Ці обчислення були зроблені за допомогою методу Гюккеля. Коректність цих правил була підтверджена багатьма експериментами. Гоффман здобув Нобелівську премію в 1981 році за свою роботу (разом з Фукуі Кен'іті, японським хіміком, який виконав ту ж роботу, використовуючи інший підхід); Вудворд безсумнівно отримав би другу Нобелівську премію, якби був живий. Відзначимо, що в нещодавній статті в журналі «Nature» описується, як можна використовувати механічне напруження, щоб змінити хід хімічної реакції, продукти якої не підкоряються правилам Вудворда-Гоффмана.

## Інститут Вудворда і останній період життя
Паралельно з роботою в Гарварді Вудворд керував Дослідницьким інститутом (Woodward Research Institute), заснованим у 1963 році в Базелі (Швейцарія). Він також став членом опікунської ради MIT (1966—1971) та Інституту науки Вейцмана в Ізраїлі.
Вудворд помер у Кембриджі (Массачусетс) від серцевого нападу під час сну. У цей період він працював над синтезом антибіотика еритроміцину. Його студент сказав про нього:
|  | Я багато чим зобов'язаний Р. Б. Вудворду. Він показав, що можна братися за вирішення важких проблем без чіткого уявлення про їх результат, але з упевненістю, що інтелект і зусилля їх вирішать. Він показав мені всю красу сучасної органічної хімії, а також важливість детального вивчення матеріалу. Вудворд зробив значний внесок в стратегію синтезу, в методи виведення складних структур, у створення нової хімії і її теоретичних аспектів. Він був для своїх студентів прикладом. Я дорожу пам'яттю про співпрацю з таким чудовим хіміком. |

## Сім'я
У 1938 році він одружився з Іржою Пульман; у них було дві дочки. 1946 року він уклав другий шлюб — з Євдоксією Мюллер, з якою познайомився в Polaroid Corp. Вона була художник і інженер. У цьому шлюбі народилися син і дочка.

## Публікації
Вудворд був автором (або співавтором) майже 200 публікацій, з яких 85 — це великі статті, а інше — попередні повідомлення, тексти лекцій та огляди. Темп його наукової діяльності не давав можливості публікувати подробиці експерименту, і велика частина робіт була видана лише через кілька років після його смерті. Вудворд керував роботами більше двохсот аспірантів та дослідників, у яких згодом вийшла успішна кар'єра. Разом з Робертом Робінсоном він заснував журнали з органічної хімії «Tetrahedron» і «Tetrahedron Letters», був членом їх редколегій.
Серед учнів Вудворда: Роберт М. Вільямс (штат Колорадо), Гаррі Вассерман (Єль), Йошіто Кіші (Гарвард), Стюарт Шребера (Гарвард), Вільям Руш (Скріпс-Флорида), Стівен А. Беннер (Університет Флориди), Крістофер З. Фут (Каліфорнійський університет), Кендалл Хоук (Каліфорнійський університет), Кевін М. Сміт, що працює в області порфіринів.
Вудворд мав енциклопедичні знання з хімії та надзвичайну пам'ять на подробиці. Якістю, що виділяють його серед колег, була чудова здатність отримувати і погоджувати дані з наукової літератури та використовувати їх для вирішення даної хімічної проблеми.

## Особливості характеру, цікаві факти
Його лекції стали легендою, вони часто тривали по три-чотири години. У багатьох з них він уникав використання слайдів, а мав звичай малювати структури кольоровою крейдою. Тому його лекції було легко записувати. За словами професора МДУ А. М. Коста.
| Ліві лапки | часто на лекціях або звітах, взявши в обидві руки по шматочку крейди, він з легкістю ілюзіоніста починав з обох кінців дошки малювати хімічну структуру, і його просторове бачення молекули було настільки тонко, що не було випадку, коли б лінії на дошці не зійшлися. | Праві лапки |

Як правило, перед початком лекції Вудворд завжди клав на робочий стіл два носових хустки. На один носовичок він поміщав ряд з 4—5 шматків крейди різного кольору. На іншому розміщувався значний ряд сигарет. Попередня сигарета використовувалася, щоб запалити наступну. Його відомі семінари по четвергах в Гарварді тяглися до ночі.
Вудворду дуже подобався синій колір. Його костюм, машина і навіть паркувальна стоянка були синього кольору. В одній з його лабораторій, студенти повісили величезну чорно-білу фотографію вчителі з великим синім краваткою. Вона висіла там кілька років (до початку 1970-х років), поки не згоріла у невеликій лабораторній пожежі.
При своїй невтомності Вудворд не зміг би зробити так багато, якщо б не був гранично організованою людиною. Більшу частину проблем він вирішував самостійно, продумуючи до дрібниць план подальшої роботи. Щоранку сутулуватий, міцного складання професор в строгому костюмі з обов'язковою синьою краваткою сідав у машину і за півгодини покривав 50 миль, які відділяли його котедж від Гарвардського університету. До дев'ятої години, після такої швидкісної «автозарядки», яку він віддавав перевагу перед іншими видами спорту, Вудворд приступав до роботи. Він міг обмежитися декількома годинами сну вночі, був завзятим курцем, полюбляв віскі і мартіні, і любив відпочивати, граючи у футбол.

## Колеги-хіміки про Вудворда
Дерек Бартон, який пізніше здобув популярність своєю роботою з конформаційного аналізу (за яку він був удостоєний Нобелівської премії в 1969 році), так описує одну з лекцій Вудворда:
|  | Це була блискуча демонстрація того, як можна взяти з літератури факти, що здаються очевидними, і шляхом одного лише їх обмірковування, що він відмінно вмів робити, інтерпретувати їх по-іншому, а потім піти в лабораторію і довести істинність нового виведення. Ми зрозуміли, що це була робота генія. Через десять років наші другокурсники вже могли вирішувати подібні проблеми, причому приблизно 25% вирішили б їх правильно. Але чи означає це, що в 1958 році на нашому другому курсі навчалося 25% міні-Вудвордів? Ні, звичайно. Це означає, що Вудворд навчив нас, хіміків-органіків, мистецтву думати. |

З поїздки Вудворда 1948 року почалася низка почесних лекцій, яка закидала його в багато країн протягом усього життя. Лорд Александер Тодд згадував:
|  | Однією з найдивніших рис Боба Вудворда була його здатність заражати молодих хіміків своєю пристрастю до органічної хімії і своїм ентузіазмом. Я не знаю і ніколи не знав іншого вченого, який міг би так тримати аудиторію; молоді хіміки, та й багато хто не дуже молоді, слухали його, як якого-небудь євангеліста. Зрозуміло, він був блискучий лектор. Він завжди точно укладався під час; при ньому завжди була його знаменита коробочка з кольоровою крейдою, навіть спеціальна ганчірка для стирання з дошки. А те, як бездоганно він малював на дошці формули, хоча і уповільнювало темп викладу, але сприяло розумінню. |

Арне Фредга (Шведська королівська академія наук), при врученні Нобелівської премії сказав:
|  | Іноді кажуть, що органічний синтез являє собою одночасно точну науку і витончене мистецтво. Тут незаперечний Майстер - природа. Але я насмілюся стверджувати, що лауреат премії нинішнього року доктор Вудворд по праву займає друге місце. |

## Нагороди та почесті
За свої роботи Вудворд отримав чимало нагород, премій і почесних ступенів, включаючи членство в Національній академії наук США (1953) і академіях в усьому світі. Він також був консультантом в багатьох компаніях, таких як Polaroid, Pfizer, і Merck.
Серед його нагород:
- Медаль Джона Скотта, від Інституту Франкліна і міста Філадельфія (1945);
- Медаль Бакеланда, від Відділення Американського хімічного товариства в Північному Джерсі (1955);
- Медаль Деві, від Королівського товариства Великої Британії (1959);
- Медаль Роджера Адамса, від Американського хімічного товариства (1961);
- Золота Медаль Папи Пія XI, від Єпископської Академії наук (1969);
- Національна наукова медаль США (1964, «за новий підхід до синтезів складних органічних молекул, особливо, за блискучий синтез стрихніну, резерпіну, лізергінової кислоти і хлорофілу»);
- Нобелівська премія з хімії (1965);
- Медаль Вілларда Гіббса від Чиказького відділу Американського хімічного товариства (1967);
- Медаль Лавуазьє від Хімічного товариства Франції (1968);
- Орден Висхідного Сонця, Другий Клас, від Імператора Японії (1970);
- Меморіальна медаль Ганбурі від Фармацевтичного товариства Великої Британії (1970);
- Медаль П'єра Брейланта від Університету Лувен (1970);
- Премія за наукові досягнення від Американської медичної асоціації (1971);
- Премія Коупа від Американського хімічного товариства (1973, совм. З Р. Хоффманом).

## Почесні ступені
Вудворд також був удостоєний понад 20 почесних ступенів, включаючи почесні ступені від таких університетів:
- Весліанський університет (1945);
- Гарвардський університет (1957);
- Кембриджський університет (1964);
- Університет Брендейс (1965);
- Ізраїльський технологічний інститут у Хайфі (1966);
- Університет Західного Онтаріо в Канаді (1968);
- Університет Лувен у Бельгії (1970);